# Algemeene Nederlandsch-Indische Electriciteits-Maatschappij

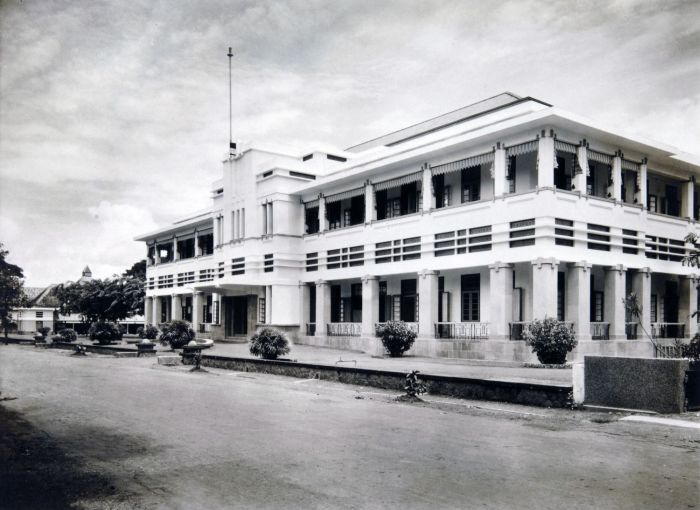
Het in 1930-1931 gebouwde nieuwe kantoor van de ANIEM in Soerabaja.

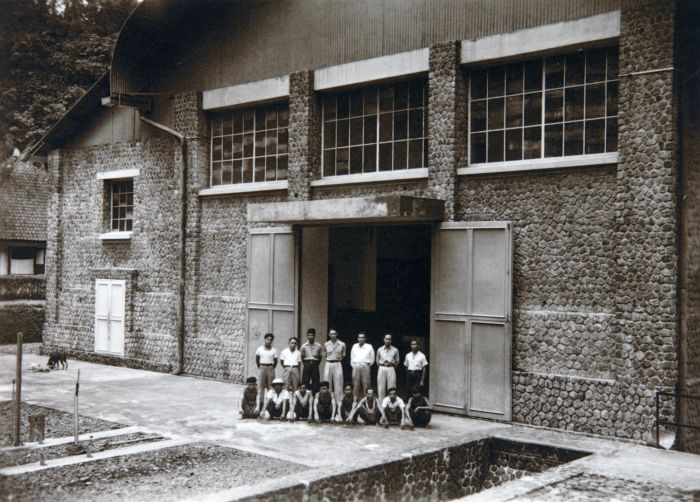
Groepsportret van medewerkers voor de nog altijd bestaande waterkrachtcentrale van de NIWEM in Ketenger.

De N.V. Algemeene Nederlandsch-Indische Electriciteits-Maatschappij (ANIEM) was een particulier energiebedrijf in het voormalige Nederlands-Indië (nu Indonesië) onder directie van de firma Maintz & Co. Zij produceerde elektriciteit en had haar werkgebied in Midden- en Oost-Java, met name Soerabaja, Semarang, Djokjakarta, Pasoeroean en Salatiga.
De ANIEM werd in 1909 opgericht en bouwde haar eerste centrales in 1910-1911. Zij bouwde zowel dieselcentrales als waterkrachtcentrales. Naast de ANIEM en de eveneens particuliere NIGM verzorgde ook het Gouvernement een deel van de elektriciteitsvoorziening in Nederlands-Indië. In 1925 ging de ANIEM een samenwerkingsverband aan met het Gouvernement onder de naam NIWEM (Nederlandsch-Indische Waterkracht-Exploitatie-Maatschappij) met als doel het bouwen van waterkrachtcentrales in de kali Konto, een rivier in Oost-Java.

## Noot
1. ↑  Trade information bulletin, vol. 526-750 (1930), p. 16. United States Bureau of Foreign and Domestic Commerce